# Christophe Colomb (Oper)
Christophe Colomb (deutscher Titel: Christoph Kolumbus) ist eine Oper in zwei Teilen und 27 bzw. 24 Bildern von Darius Milhaud (Musik) mit einem Libretto von Paul Claudel nach dessen Schauspiel Le livre de Christophe Colomb aus dem Jahr 1927. Die Oper wurde am 5. Mai 1930 in deutscher Sprache an der Staatsoper Unter den Linden in Berlin uraufgeführt. Die Uraufführung der Zweitfassung fand konzertant am 31. Mai 1956 im Théâtre des Champs-Élysées in Paris und szenisch am 21. oder 27. Juni 1968 im Opernhaus Graz statt.

## Handlung
Die hier angegebene Szenenfolge bezieht sich auf die Zweitfassung der Oper. In der Erstfassung werden die beiden Teile in umgekehrter Reihenfolge gespielt. Sie sind dort in 27 Bilder unterteilt.

### Erster Teil
„Ouvertüre“, leere Bühne. Colomb betet. Das Volk unterhält sich über seine Entdeckungen und die Reichtümer der neuen Welt. Der Erzähler schlägt „Das Buch von Christophe Colomb“ auf.
1. Bild. „Der König von Spanien und die drei Weisen“, Thronsaal. Nach der Rückkehr Colombs und der Entdeckung Amerikas berät sich der König mit seinen drei Weisen, wie er sich Colomb gegenüber verhalten solle. Die Weisen weisen darauf hin, dass Colomb bereits jetzt zu überheblich geworden sei. Sie empfehlen, ihn zu ehren, zu beobachten und zu beerdigen.
2. Bild. „Christophe Colomb hält den Mast“, an Bord einer Karavelle. Colomb wird festgenommen und in Ketten nach Spanien gebracht. Unterwegs bricht ein heftiger Sturm aus und bedroht das Schiff. Der Kapitän und die Matrosen flehen Colomb an, sie zu retten. Sie glauben, dem Schiff könne nichts geschehen, solange Colomb den Mast halte. Der Teufel in Gestalt des Kochs versucht Colomb zu überreden, loszulassen, um sich an seinen Peinigern zu rächen. Colomb besänftigt die erste Sturmböe mit einem Bibelspruch: „Im Anfang war das Wort“. Als der Sturm erneut auszubrechen droht, ruft er aus: „Da war ein Mann, genannt Johannes“. Diesen Satz wiederholt er mehrfach, zuletzt abgewandelt als „Da war ein Mann, genannt Christophe Colomb“. Plötzlich tritt Stille ein. Der Koch erklärt, dass sie sich im Auge des Taifuns befinden.
3. Bild. „Das Gewissen des Christophe Colomb“, wie I:2. Colomb und der Koch befinden sich innerhalb von Colombs Gewissen. Der Koch erinnert ihn an seine Sünden, die niedergemetzelten amerikanischen Ureinwohner und die Sklaverei, die wieder in die Welt kam, nachdem er die mitgebrachten Indianer in Sevilla verkaufte. Colomb rechtfertigt sich damit, dass er kein Gold hatte und seine Reisen irgendwie bezahlen musste. Er habe zwar versprochen, die Düsternis aus der Welt zu schaffen, nicht aber das Leiden. Colombs Frau und seine Mutter klagen ihn an, sie im Stich gelassen zu haben. Auch sein eigener Schatten wendet sich gegen ihn: Er habe seine Ziele nicht erreicht. Der Koch teilt ihm mit, dass nicht einmal das von ihm entdeckte Land seinen Namen trage, sondern den des italienischen Kaufmanns Amerigo Vespucci. Colomb antwortet erschüttert mit den Worten des Psalmisten: „Aus der Tiefe rufe ich, Herr, zu Dir“.
4. Bild. „Christophe und Isabelle“, eine spanische Hafenstadt. Zurück in der Heimat hofft Colomb auf Hilfe durch Königin Isabelle. Ein Bote teilt ihm mit, dass diese bis zuletzt an seiner Seite gestanden habe, aber kürzlich verstorben sei. Eine Trauergesellschaft mit einem Kreuz erscheint hinter den Bäumen. Der Bote tröstet Colomb damit, dass die Königin noch bei ihrem Tod seinen Namen auf den Lippen getragen habe.
5. Bild. „Die Herberge von Valladolid“. Colomb befindet sich in einer armseligen Herberge. Der Wirt droht, sein Maultier zu beschlagnahmen, wenn er nicht bis morgen zahle. Colomb fühlt sich von Gott verlassen. Sein Schatten bittet vergeblich das Volk um Hilfe. Stattdessen verheißt ihm der Erzähler, dass man ihn wie einen Gott verehren werde.
6. Bild. „Im Paradies der Idee“, im himmlischen Majorca, eine Landschaft wie im Raureif. Isabelle befindet sich mit ihren Hofdamen in ihrem Garten. Landschaft, Gegenstände und Personen sind weiß, da es sich um das Paradies handelt. Alle erweisen Isabelle die Ehre und überreichen ihr Geschenke. Der Sultan von Miramolin bringt ihr auf einem Kissen zwei Schlüssel zum Paradies. In seinem irdischen Leben hatte er ihr eine Taube gebracht, deren Käfig jetzt leer ist. Das erinnert sie an ihren Freund Christophe Colomb, den sie hier vermisst. Ein Bote berichtet, dass Colomb auf einem Strohbett im Sterben liege und nicht kommen wolle. Er habe sich außerdem geweigert, ihr ihren Ring zurückzugeben, sondern wolle stattdessen sein Maultier schicken, seinen letzten Besitz. Isabelle lässt es sich sofort bringen. Es ist geschmückt und mit Glöckchen und silbernen Federn versehen. Isabelle reitet darauf in ihr neues Königreich Amerika, das sich als Teppich vor ihr ausbreitet. Nach und nach verschwindet das Bühnenbild, als würden nacheinander mehrere Schleier zurückgezogen. Übrig bleibt blaue sternenhelle Nacht.
7. Bild. „Halleluja“, wie I:6. Der Heilige Jakob leitet Isabelle bei ihren Schritten in die Neue Welt, auf seinen Schultern die Säulen des Herakles. Der Himmel ist wie ein astronomisches Sternenbild von unzähligen weiße Tauben bedeckt. Isabelle vermisst nur eine: Christophe Colomb. Sie betet mit dem gesamten Hofstaat zur Mutter Gottes für seine Seele.

### Zweiter Teil
1. Bild. „Prozession“, leere Bühne. Soldaten und Hellebardiere aus Aragon und Kastilien tragen „Das Buch von Christophe Colomb“ herein, gefolgt vom Erzähler. Die Träger legen das Buch auf ein Pult. Der Erzähler öffnet es, um daraus vorzutragen.
2. Bild. „Gebet“. Nach dem Abzug der Träger beginnt der Erzähler seine Geschichte über den Entdecker Christophe Colomb mit einem Gebet an den allmächtigen Gott.
3. Bild. „Und die Erde war wüst und leer“. Christophe Colomb (Colomb I) trifft alt und verarmt mit seinem Maultier in einer Herberge ein und packt seinen Koffer aus. Darin befinden sich Bücher, das Bild einer Frau und Ketten.
4. Bild. „Christophe Colomb und die Nachwelt“. Stimmen rufen Colombs Namen. Es ist die Nachwelt, die über ihn urteilen wird. Er soll die Grenze des Todes überschreiten und in eine höhere Region vorstoßen. Dort wird er sehen, was er alles erreicht und entdeckt hat, ohne es selbst zu erkennen. Colomb überschreitet die Linie und nimmt auf dem für ihn bestimmten Thron zwischen den Repräsentanten der Nachwelt Platz. Auch ein Ankläger befindet sich dort und warnt ihn vor unbedachten Äußerungen, denn er werde die Rechte der freien Kritik wahren.
5. Bild. „Die vier Quadrillen“. Thronsaal des Königs von Spanien, auf der Leinwand eine Karte des neu entdeckten Amerika. Vier von prächtig gekleideten Damen angeführte Quadrillen betreten den Saal. Sie repräsentieren Neid, Dummheit, Eitelkeit und Geiz und bewegen sich auf einem auf dem Boden vorgezeichneten Schachbrettmuster in verschiedene Richtungen. Der Ankläger erhebt sich zur Verteidigung des Königs, dem Colombs Verteidiger vorwirft, das Genie zu unterdrücken. Der Ankläger erinnert daran, dass der König Colomb unterstützt  und mit Schiffen ausgerüstet habe. Dieser habe jedoch nicht gewusst, was er entdeckt habe und die Traditionen Spaniens in Unordnung gebracht. Selbst sein Name sei eine Lüge. Colomb selbst (in seiner irdischen Gestalt als Colomb II) widerspricht. Er habe aus Liebe zur Welt Gottes gehandelt. Sein Vorname bedeute „Christusträger“ und sein Nachname (die Taube) stehe für das Licht, den Geist und die Flügel.
6. Bild. „Angriff der Tauben“, wie II/5. Die Szene füllt sich mit einem Wirbelwind aus weißen Tauben, die die Gestalten der Quadrille vertreiben. Jemand fängt eine der Tauben.
7. Bild. „Der Hof Isabelles der Katholischen“, Garten in Aragonien. Die kindliche Isabelle befindet sich mit ihren Hofdamen in ihrem Garten. Andere Kinder sind als Soldaten, Richter, hohe Beamte, Ärzte und Astronomen gekleidet. Alle erweisen ihr die Ehre und überreichen Geschenke. Sultan Miramolin trifft mit seinem Gefolge (ebenfalls Kinder) ein und bringt ihr eine Taube in einem Käfig. Isabelle nimmt die Taube heraus, befestigt einen Ring an ihrem Fuß und lässt sie fliegen.
8. Bild. „Die Taube über dem Meer“. Die Taube fliegt nach Genua.
9. Bild. „Die Berufung von Christophe Colomb“, ärmliche Weberstube in Genua. Der Ankläger bezweifelt, dass Colomb wirklich edler Abstammung sei, wie er immer behaupte. Sein Vater sei Weber gewesen. Man sieht Colombs Elternhaus in Genua und seine ärmliche Familie. Während seine alte Mutter spinnt, liest Colomb im Reisebericht Marco Polos. Ein Mann erscheint am Fenster und fordert ihn auf, zum Hafen zu gehen. Gott selbst verlange, dass er seine Familie verlasse und in die Welt hinaus in den Westen ziehe. Eine beringte Taube flattert in den Raum. Colombs Schwester nimmt sie in die Hand und gibt sie ihm.
10. Bild. „Christophe Colomb am Ende der Welt“, Strand auf den Azoren. Colomb hat Genua verlassen und erreicht auf dem Weg in den Westen die Azoren, die er für das Ende der Welt hält. Dort findet er ein Schiffswrack und einen alten sterbenden Matrosen inmitten von Seegöttern und Nereiden. Colomb fragt diesen, ob es im Westen noch eine weitere Welt gebe. Einige Stimmen verheißen ihm eine Welt voller Gold und Reichtümer. Andere dagegen warnen, die vermeintlichen Inseln seien Wale und Seeungeheuer. Als der alte Mann stirbt, ist sich Colomb sicher, dass es im Westen Land gibt.
11. Bild. „Christophe Colomb und seine Gläubiger“, Lissabon. Colomb kehrt nach Lissabon zurück. Dort glaubt man ihm nicht. Seine Geschäfte und seine Ehe scheitern. Er sehnt sich nach dem Westen. Drei Gitarrenspieler verspotten ihn und fordern ihn auf, seine Schulden zu bezahlen. Als drei Gläubiger ihr Geld zurückverlangen, verspricht Colomb ihnen, sie nach seiner nächsten Reise mit dem „Gold der untergehenden Sonne“ zu entschädigen. Er ist sich sicher, dass der König ihm Schiffe geben werde. Die Gläubiger akzeptieren widerstrebend.
12. Bild. „Christophe Colomb will vor den König“, am Hof. Auf der Treppe zum Palast bittet Colomb den Haushofmeister um eine Audienz beim König. Er habe keine Forderungen, sondern wolle ihm etwas anbieten. Die Höflinge lachen ihn aus, denn nach der Vertreibung der Mauren besitze der König bereits ganz Spanien. Auch der Ring der Taube, den Colomb als Beweis für seine göttliche Sendung vorzeigt, wird verspottet. Ein junger Mann meint, er solle ihn für seine Frau behalten. Ein Gelehrter und zwei alte Männer lachen über seine Behauptung, die Erde sei rund. Schließlich gelingt es Colomb, den Haushofmeister mit seinem letzten Geld zu bestechen und vorgelassen zu werden.
13. Bild. „Isabelle und der heilige Jakob“, Kapelle. Isabelles Gedanken sind erfüllt von den Kriegsgeschehnissen der Eroberung Granadas. Sie betet zu Gott um ihren Tod, da sie ihr Werk vollendet sieht. Der Heilige Jakob erscheint mit dem Schwert in der Hand am Kirchenfenster, über ihm eine Taube. Er verwandelt sich vom Soldaten in einen Pilger, und in der Ferne zeigt sich die Stadt Compostela. Mit der Stimme des Chores erinnert er sie an die Taube, den Christusträger und ihren Ring, den sie erst kürzlich am Finger dieses Verrückten wieder sah. Jetzt weiß sie, was sie zu tun hat.
14. Bild. „Die Anwerbung der Besatzung für die Karavellen“, Hafen von Cadiz. Der König hat für Colomb drei Schiffe ausgerüstet: die Santa Maria, die Nina und die Pinta. Auf Plakaten wird um Matrosen geworben. Eine Menschenmenge diskutiert aufgeregt über das Ereignis. Bettler und gefesselte Sträflinge werden hergeführt, um ebenfalls an Bord zu arbeiten.
15. Bild. „Die Götter peitschen das Meer auf“, am Strand Amerikas. Erdbeben in Amerika verkünden vom Nahen der Europäer. Ein Zeremonienmeister der Azteken ruft die Götter zusammen. Einige von ihnen befinden sich noch auf den Schiffen der Entdecker, um den Kompass zu zerstören, den Proviant zu vernichten und Krankheiten und Verzweiflung zu verbreiten. Doch nichts kann Colomb aufhalten. In höchster Verzweiflung greifen die Götter nach einem riesigen Tau, dessen anderes Ende ihre Kollegen in Afrika festhalten, um die See aufzupeitschen und die Eroberer zu vernichten.
16. Bild. „Christophe Colomb und die Mannschaft“, an Bord der „Santa Maria“. Nach der langen Reise gehen den Seefahrern Proviant und Wasser aus. Die Matrosen beginnen zu meutern. Ihre Abgesandten fordern Colomb auf, umzukehren. Der bleibt jedoch standhaft und handelt drei weitere Tage heraus. Eine Taube bringt ihnen neue Hoffnung. Schon ist Land in Sicht.
17. Bild. „Der Erlöser“, Landschaft an der Küste Amerikas. Inmitten von Palmen und Farnen steht eine riesige Steinstatue mit zwei Gesichtern. Eines davon schaut über das Meer, das andere ins Publikum. Eine große Schlange liegt zusammengerollt auf verwitterten Felsen. Am Horizont erscheinen die Segel der drei sich nähernden Schiffe. Die Götter im Wald und auf dem Meer murmeln verzweifelt, werden aber von den Geräuschen der Schiffe, Kanonendonner und dem Te Deum der Matrosen übertönt.

## Gestaltung
Mit Christophe Colomb wandte sich Darius Milhaud vom Prinzip seiner vorangegangenen Kammer- und Miniaturopern ab und schuf ein gewaltiges Konglomerat aus „Mysterienspiel und Revue, Oper und multimediales Gesamtkunstwerk, Glaubensbekenntnis und Anklage, Historienspektakel und Ideenlehre, Psychogramm und Action-Thriller, Filmkunst und Bühnenkunst, Parodie und Experiment“ (Michael Stegemann). Obwohl bereits 1928 entstanden, enthält es fast alle Elemente, die nach dem Zweiten Weltkrieg im Musiktheater als modern galten. Eine besondere Bedeutung haben dabei die auf den Bühnenhintergrund projizierten Filmsequenzen, mit deren Hilfe die Gedanken und das Unbewusste des Protagonisten sichtbar gemacht werden.
Die Oper stellt ungewöhnlich hohe Anforderungen an die Ausführenden und die Regie. Es gibt eine umfangreiche und hochkomplexe Partie für einen großen Chor, aus dem auch viele kleinere Rollen besetzt werden können, und der sowohl wie der antike griechische Chor kommentierend auftritt als auch an der Handlung selbst teilnimmt. Außerdem gibt es Sprechpartien für Schauspieler. Neben dem großen Orchester im Graben wird eine kleinere Instrumentalistengruppe hinter der Bühne benötigt. Viele Simultanszenen müssen inszeniert werden. Auf der anderen Seite ist die Musiksprache hier weniger experimentell als bei früheren Werken Milhauds. Auch in bi- und polytonalen Stellen sind die tonalen Bezüge hörbar. Dass sich Milhaud auch in der Führung der Gesangsstimmen und der Instrumentation zurückhält, bietet einen Ausgleich für die szenische Komplexität.
Konzeptionell folgt Christophe Colomb als Nummernoper den Prinzipien des Epischen Theaters im Gegensatz zum durchkomponierten Drama Richard Wagners. Die einzelnen Bilder werden durch Texte eines vom Schlagzeug und oft auch vom Chor begleiteten Erzählers bzw. „Erklärers“ („explicateur“) eingeleitet.
Die Opernhandlung selbst enthält realistische, allegorische, stilisierte und expressionistische Elemente. Die Figur des Kolumbus ist in zwei Charaktere aufgeteilt: dem Dialogpartner des Erzählers und der handelnden Person. Zu diesen kommen in einzelnen Szenen noch weitere Aspekte wie sein Bewusstsein, sein Alter Ego (der Koch) oder sein Schatten. Häufig greift Claudel auf religiöse Symbole zurück, wozu ihm der Name „Christophe Colomb“ Anregung bot, da „Christophe“ für den Christusträger und „Colomb“ (die Taube) für den Heiligen Geist steht. Obwohl es sich um eine biografische Oper handelt, fehlen echte kohärente Personenrollen im traditionellen Sinn. Dies entspricht der für die Zwischenkriegszeit typischen Abwendung von der Erzählweise des 19. Jahrhunderts. Auch die Handlung wird nicht chronologisch berichtet, sondern als abschließende Bestandsaufnahme aus der Distanz betrachtet. Dies ermöglichte es Milhaud, in der Zweitfassung die Reihenfolge der beiden Teile auszutauschen.
Viele der einzelnen Bilder wie beispielsweise die Meutereiszene sind in Form einer „entropischen“ dramatischen Steigerung aufgebaut. Sie beginnen mit einer rhythmisch schlichten Melodie, zu der im weiteren Verlauf komplexere Schichten hinzukommen, und die nach einer abschließenden „Explosion“ von plötzlicher Ruhe abgelöst wird.

### Orchester
Die Orchesterbesetzung der Oper enthält die folgenden Instrumente:
- Holzbläser: drei Flöten (3. auch Piccolo), zwei Oboen, Englischhorn, Es-Klarinette, zwei Klarinetten, Bassklarinette, zwei Fagotte, Kontrafagott
- Blechbläser: vier Hörner, drei Trompeten, drei Posaunen, Tuba
- Pauken, Schlagzeug: große Trommel, Becken, kleine Trommel, Rührtrommel, baskische Trommel, Tamburin, hängendes Becken, Tamtam, Triangel, Kastagnetten, Peitsche, Schellengeläut, Xylophon
- Celesta
- Harfe
- Streicher
- Bühnenmusik hinter der Szene: zwei Oboen, vier Hörner, drei Violinen, Harmonium
- Bühnenmusik auf der Szene: zwei Piccoloflöten, zwei Trompeten, Tuba, zwei Kontrabässe

## Werkgeschichte
Das Libretto der Oper Christophe Colomb stammt von Paul Claudel. Die Idee zu dem Stoff hatte der Maler Josep Maria Sert, der ihn dem Filmregisseur Max Reinhardt vorschlug. Es sollte ein großes Schauspiel im Stil des von Reinhardt inszenierten wortlosen Theaterstücks Das Mirakel von Karl Gustav Vollmoeller werden. Ursprünglich dachten sie an Richard Strauss als Komponisten der Schauspielmusik, doch Claudel schlug stattdessen Darius Milhaud vor. Claudel schrieb das Stück mit dem Titel Le livre de Christophe Colomb 1927. Da das Projekt wegen künstlerischer Differenzen zwischen Claudel und Reinhardt nicht realisiert wurde, vertonte Milhaud den Text schließlich als Oper. Bei seiner gewohnt zügigen Arbeit im Jahr 1928 stellte er fest, dass „die große Vielfalt der Szenen und der enorme rhythmische Zug, welcher das gesamte Drama antreibt, eine absolut faszinierende Herausforderung darstellt.“ Die von Reinhardt vorgesehene ungewöhnliche Anlage des Werks charakterisiert auch die Oper. Laut Partitur müssen während der Aufführung hunderte Dias und über 42 Minuten Filmmaterial auf eine Filmleinwand projiziert werden, die den gesamten Bühnenhintergrund ausmacht.
Die Uraufführung war ursprünglich in Paris geplant. Jedoch fand sich dort kein Chor, der die umfangreiche und komplexe Partie meistern konnte. Die erste Fassung der Oper wurde daher am 5. Mai 1930 in deutscher Sprache (Übersetzung: Rudolf Stephan Hoffmann) unter dem Titel Christoph Kolumbus an der Staatsoper Unter den Linden in Berlin uraufgeführt. Der Aufwand war beträchtlich. Es gab 100 Chor- und 25 Orchesterproben. Auch für das Problem der damals noch neuen Verknüpfung von Film- und Schauspielelementen fand sich eine gute Lösung. Regie führte Franz Ludwig Hörth. Das Bühnenbild stammte von Panos Aravantinos. Die musikalische Leitung hatte Erich Kleiber. Als Erzähler fungierte Karl Armster. Es sangen Delia Reinhardt (Isabelle), Theodor Scheidl (Christophe Colomb I), Emanuel List (Christophe Colomb II), Marcel Noë (Ankläger, Zeremonienmeister u. a.), Fritz Soot (Haushofmeister, Koch u. a.), Dezső Ernster (König von Spanien, Kommandant und Gastwirt), Margherita Perras (Colombs Frau), Sabine Meyen (Herzogin von Medina-Sidonia) sowie Emil Lücke, Robert von Scheidt und Max Roth in verschiedenen kleineren Rollen. Die Produktion wurde teilweise stark kritisiert, wobei auch nazistische und antisemitische Stimmen laut wurden. Dennoch gilt sie als eines der wichtigsten Theaterereignisse der Weimarer Republik und Gegenstück zu Aufstieg und Fall der Stadt Mahagonny von Brecht/Weill, das zwei Monate vorher in Leipzig uraufgeführt worden war. Die Produktion hielt sich zwei Jahre an der Staatsoper.
Aufgrund des notwendigen großen Aufwands gab es längere Zeit keine weiteren szenischen Produktionen. In Frankreich war man zudem verärgert, dass die Uraufführung nicht dort stattgefunden hatte. Die französische Erstaufführung fand erst am 6. Dezember 1936 konzertant in der Salle Pleyel in Paris statt. 1937 dirigierte Pierre Monteux die Oper in Nantes. Am 16. Januar 1937 gab es die englische Erstaufführung in der Queen’s Hall in London, die Milhaud selbst dirigierte. Die amerikanische Erstaufführung leitete Dimitri Mitropoulos am 6. November 1952 konzertant in der Carnegie Hall in New York. Die insgesamt erst zweite Aufführung des vollständigen Werks gab es im selben Jahr in Buenos Aires.
Zusammen mit Milhauds Oper Maximilien (1932) und dem erst als Schauspielmusik und später als Oper vertonten Bolivar (1936 bzw. 1950) bildet sein Christophe Colomb eine Trilogie über das Thema „Amerika“.
1953 beschäftigte sich Milhaud erneut mit Claudels Text. Für eine von Jean-Louis Barrault in Bordeaux inszenierte Theaterproduktion komponierte er eine Schauspielmusik für zehn Instrumente, die mit der Oper nichts zu tun hat. Sie wurde 1990 auch in Montpellier und Colmar gezeigt.
1955 stellte Milhaud eine überarbeitete Fassung des Werks fertig. Die Musik blieb im Wesentlichen unverändert. Er kürzte jedoch den Text geringfügig und tauschte die beiden Teile mit der folgenden Begründung:

„Ich hatte mehrere Male ein gewisses Mißverhältnis zwischen dem ersten, episch-anschaulichen, und dem zweiten, nach innen gewandten mystischen, abstrakten Teil meiner Oper Christophe Colomb beobachtet. Nach der Entfaltung des ersten Aktes mußte das Publikum angesichts eines so statischen zweiten Aktes einer gewissen Ermüdung erliegen.“

Diese Zweitfassung wurde zuerst konzertant am 31. Mai 1956 im Théâtre des Champs-Élysées beim Festival de Paris unter der Leitung von Manuel Rosenthal gespielt. Zu den Solisten zählten Robert Massard, Jean Marchat und Janine Micheau. Die szenische Uraufführung der Zweitfassung fand am 21. oder 27. Juni 1968 im Opernhaus Graz im Rahmen der Grazer Sommerspiele statt. Hier dirigierte Berislav Klobučar, Regie führte Adolf Peter Rott, und die Ausstattung stammte von Wolfram Skalicki. Weitere Mitwirkende waren Wassilios Janulakos, Jürg Holl, Althea Bridges. Auf die Filmprojektionen wurde verzichtet.
Eine einaktige Fassung von Gunther Schuller wurde 1968 unter dem Titel The Discovery of America in Chicago gezeigt.
1969 wurde das Werk unter der Leitung von Reinhard Schwarz in Wuppertal aufgeführt (Inszenierung: Kurt Horres, Ausstattung: Wilfried Sakowitz und Edith Biskup; Solisten: Willi Nett, Günter Begeré und Barbara Rondelli).
1972 überarbeitete Milhaud die Oper ein weiteres Mal.
Von einer szenischen Produktion aus dem Jahr 1984 in Marseille existiert ein Videomitschnitt (Dirigent: Henri Gallois, Regie: Jacques Karpo, Ausstattung: Wolfram und Amrei Skalicki, Solisten: Armand Arapian, Jean-Pierre Aumont, Christine Barbaux).
Erst 1992, zum 500. Jubiläum von Kolumbus’ Reise, gab es die szenische Erstaufführung in Amerika. Im Dezember wurde Christophe Colomb als „staged concert version“ mit englischen Erzähler-Texten im War Memorial Opera House der San Francisco Opera unter der Leitung von Kent Nagano gespielt.
1998 wurde das Werk auch an der Deutschen Staatsoper wieder gespielt. Hier entschied man sich für die Erstfassung und integrierte Videoprojektionen des Filmregisseurs Peter Greenaway.
Das Theater Lübeck präsentierte 2019 eine szenische Produktion der Erstfassung mit den Originaltexten von 1930. Die Inszenierung stammte von Milo Pablo Momm, die Kostüme von Sebastian Helminger, die Choreografie von Jessica Nupen, die Videos von Martin Lechner und das Lichtdesign von Falk Hampel. Die musikalische Leitung hatte Andreas Wolf.

## Aufnahmen
- 31. Mai 1956 – Manuel Rosenthal (Dirigent), Orchestre Lyrique de l’ORTF Paris, Chœurs du Radio France.
 Janine Micheau (Isabelle), Robert Massard (Christophe Colomb I), Xavier Depraz (Christophe Colomb II, Bote und Werbeoffizier), Jean Marchant (Erzähler), Jean Davy (Ankläger und Sprechstimme von Christophe Colomb), Lucien Lovano (Abgesandter der Matrosen, König von Spanien, Kommandant und Wirt), Jean Giraudeau (Haushofmeister, Koch, Sultan Miramolin und Wirt), Claudine Verneuil (Weib von Christophe Colomb), Marthe Coustey (Mutter von Christophe Colomb), Claudine Collart (Herzogin von Medina-Sidonia), Joseph Peyron (Weiser, reifer Mann u. a.), Pierre Germain (Weiser, junger Mann u. a), Jacques Chalude (Weiser, Schatten von Christophe Colomb u. a.).
 Live aus dem Théâtre des Champs-Élysées in Paris.
 Montaigne CD: 8750 (2 CDs).[16]:10131
- Oktober 1984 – Henri Gallois (Dirigent), Jacques Karpo (Inszenierung), Wolfram und Amrei Skalicki (Ausstattung), Orchester und Chor der Opéra de Marseille, Chor der Opéra de’Avignon.
 Christine Barbaux (Isabelle), Armand Arapian (Christophe Colomb I), Claude Meloni (Christophe Colomb II), Michel Hubert (König von Spanien, Abgesandter der Matrosen u. a.), Jean Brun (Kommandant), Alain Munier (Haushofmeister), Gérard Friedmann (Appariteur u. a.), Jacques Noel (Koch), René Franck (Bote u. a.), Monique Baudoin (Weib von Christophe Colomb), Josette Jaques (Mutter von Christophe Colomb), Jean-Pierre Aumont (Erzähler), Marcel Tupinier (Opposant), André Abello, Etienne Bernard, Andrée Caroubi, François Castel, Bruno Constantin, Marc Filograsso, Michel Llado, Daniel Ottovaere, Jacques Puglisi.
 Video; live aus der Opéra de Marseille.
 Ausstrahlung im französischen Fernsehen.[13]
- September 1992 – Michel Swierczewski (Dirigent), Claude Lulé (Inszenierung), Jean-Yves Legavre und Juan Stoppani (Ausstattung), Geneviève Soubirou (Licht), Olga Roriz (Choreografie), Orchester, Chor und Ballett der Fondation Gulbenkian Lisboa.
 Mary Saint-Palais (Isabelle), Laurent Naouri (Christophe Colomb I), Michel Hermon (Christophe Colomb II und Erzähler), Franck Legueriel, Pascal, Mesle, Jérôme Varnier, Les Comédiens.
 Video; live aus Compiègne.
 Théâtre Compiegne (1 VC), DOM DVD 11014.[16]:10134[17]